# دست بودا
دست بودا (نام علمی: Citrus medica var. sarcodactylis) نام یک جوره از گونه بالنگ است.

## نگارخانه

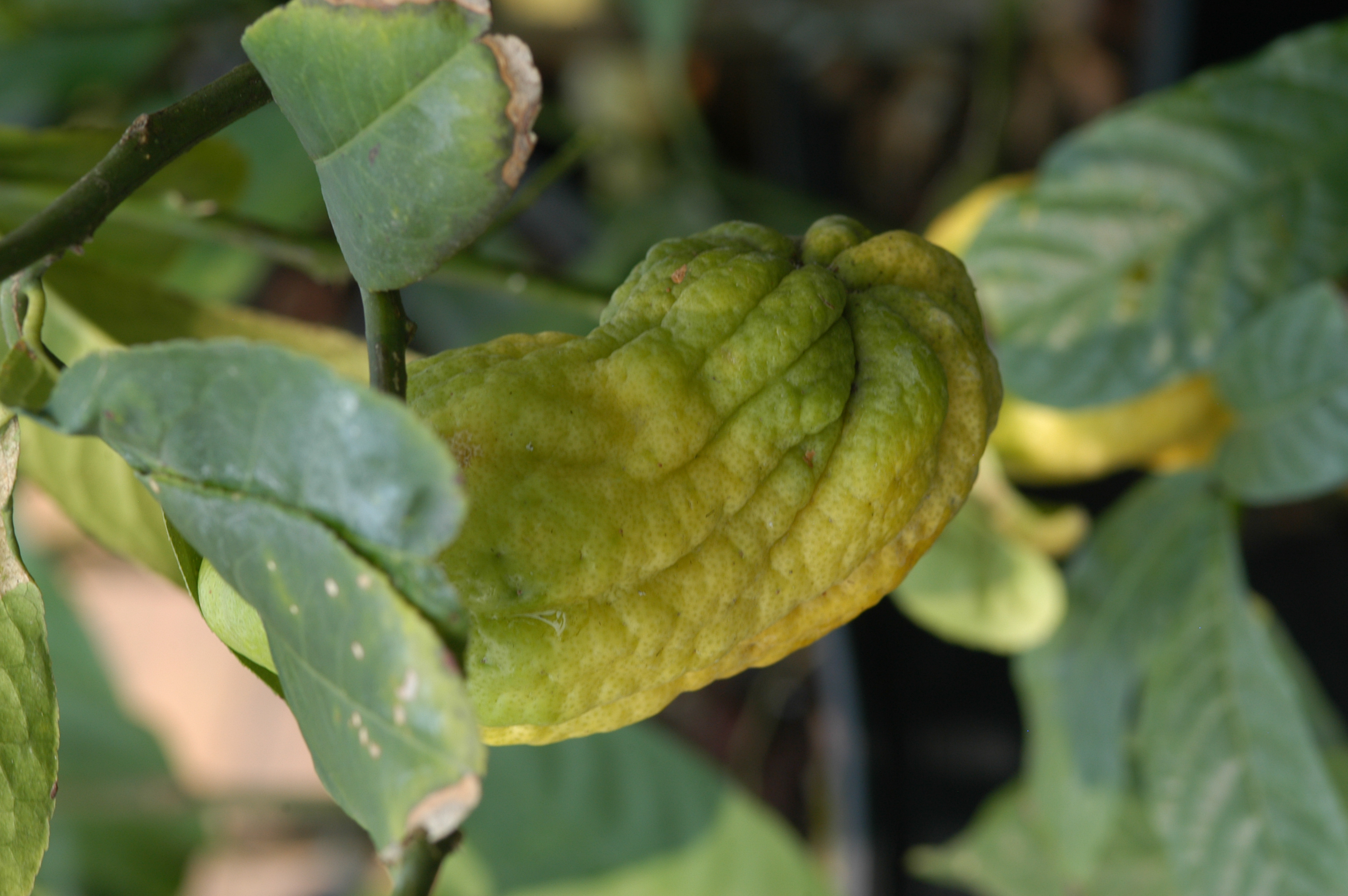
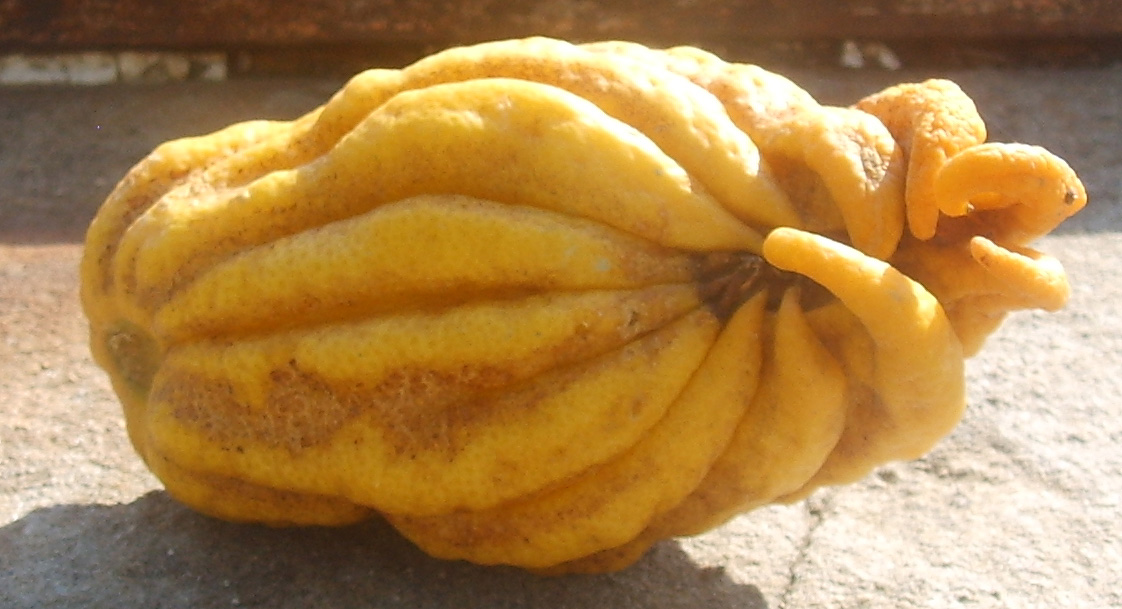
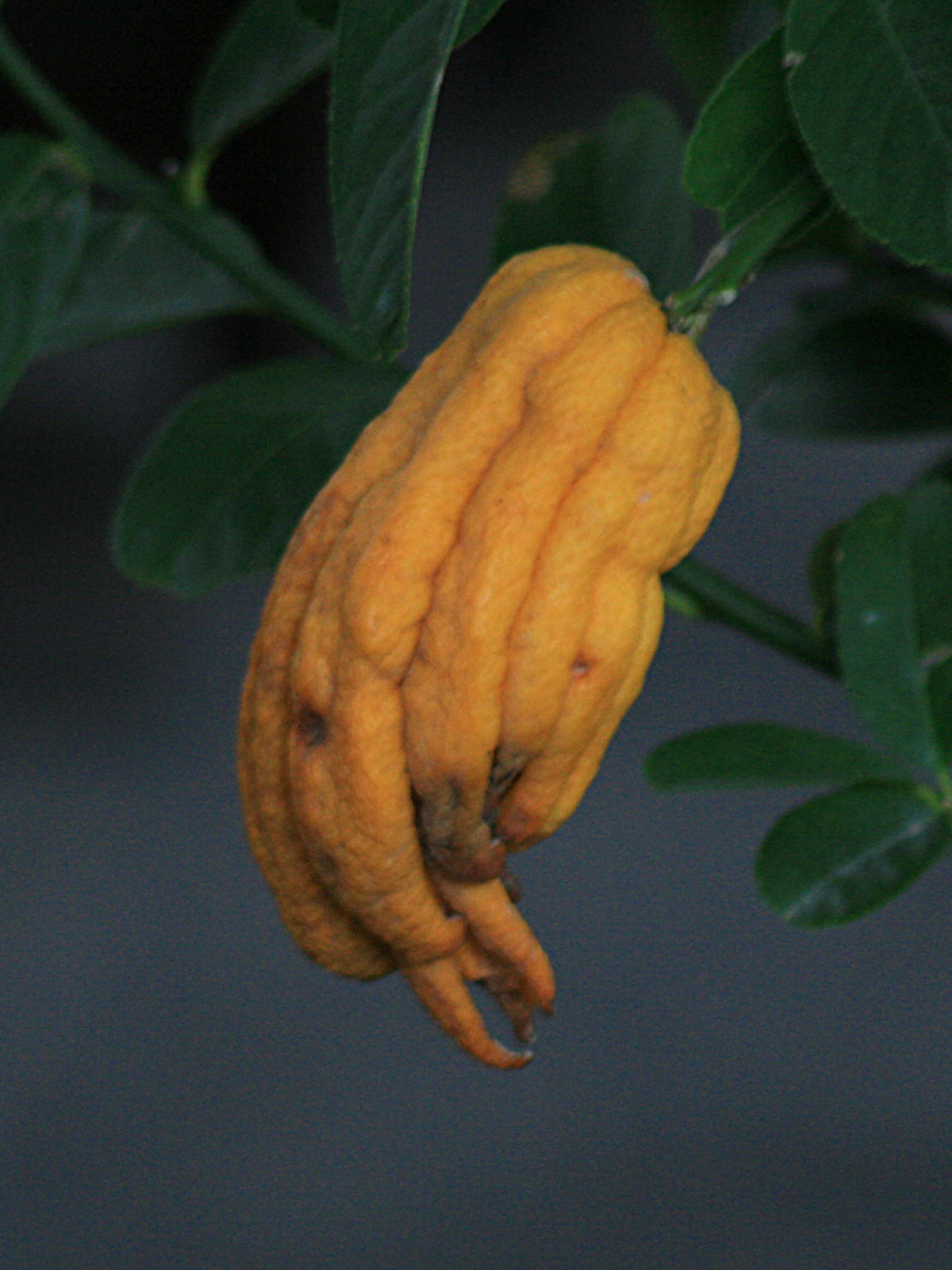
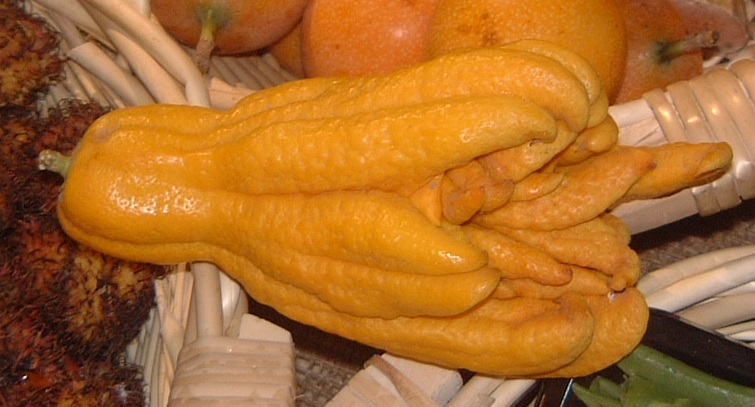
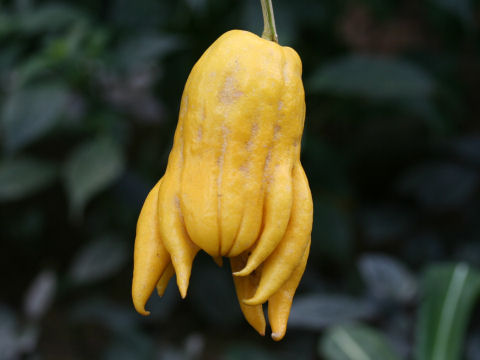
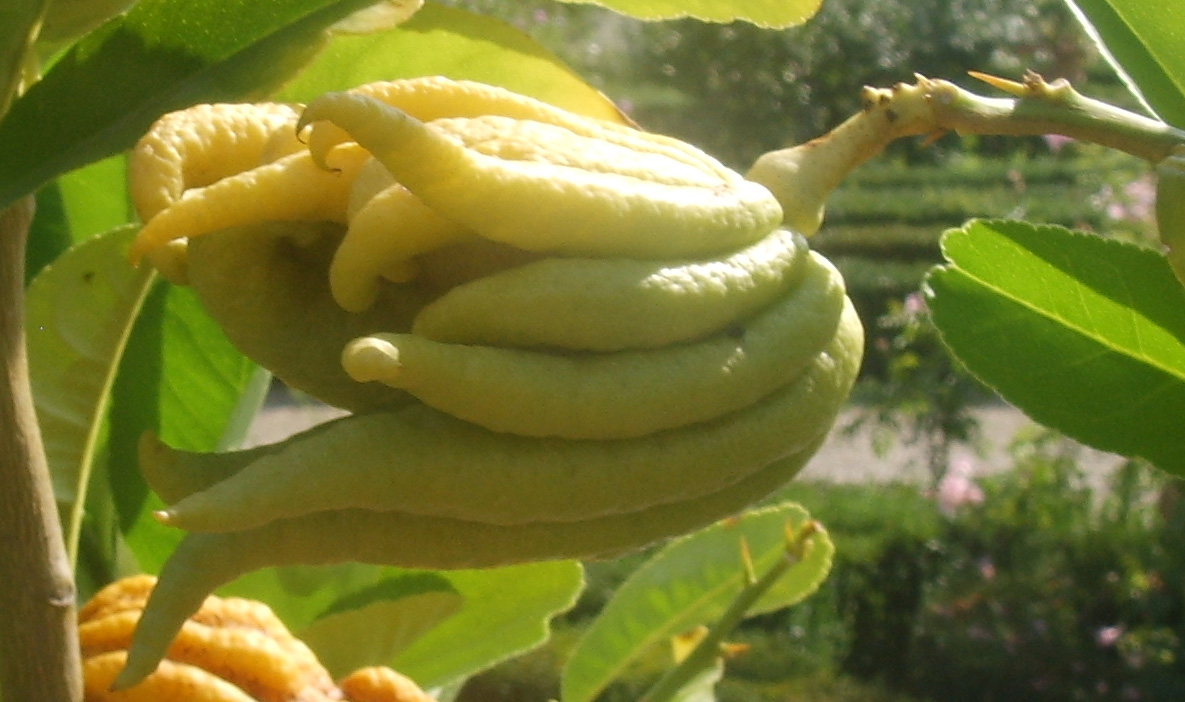
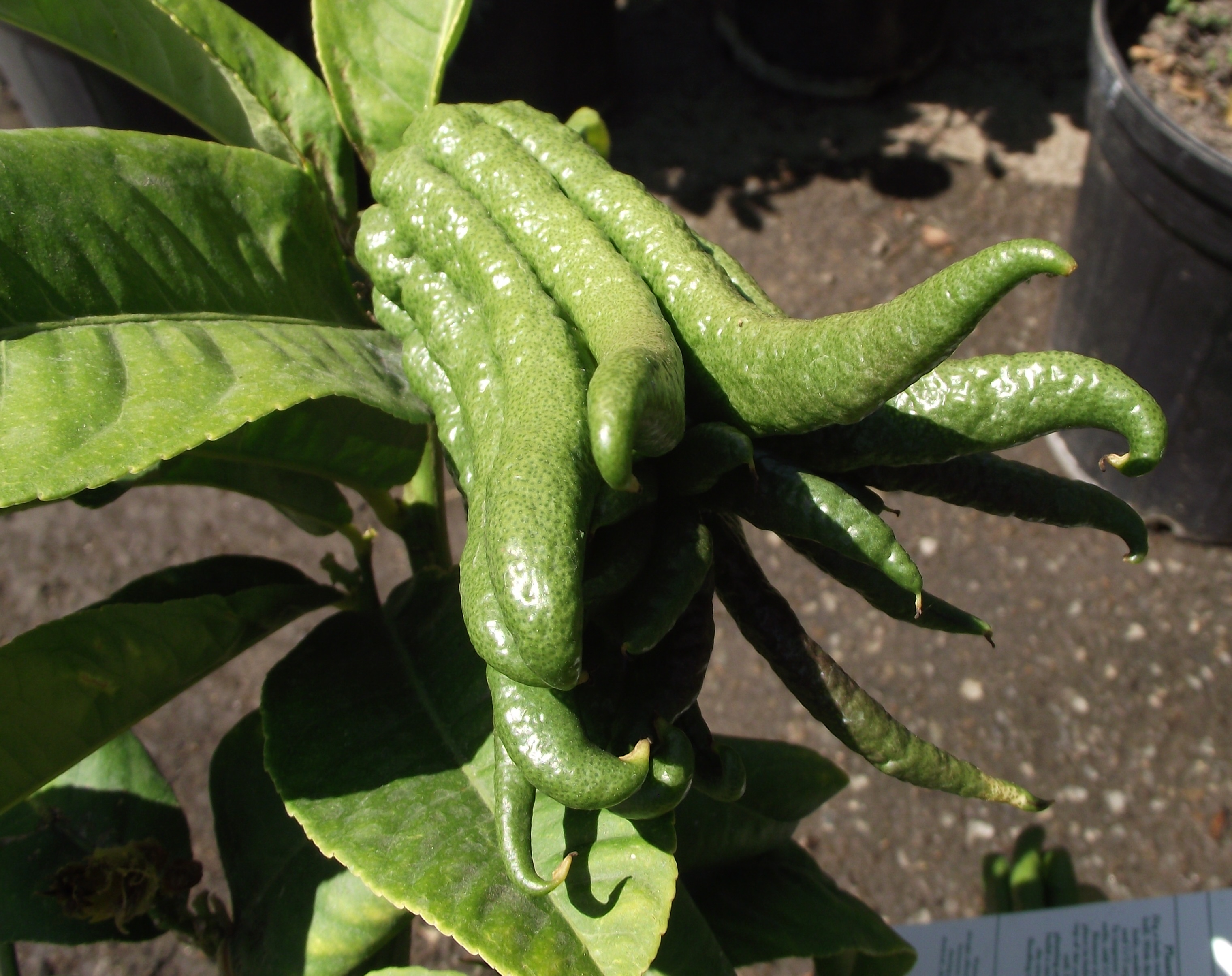
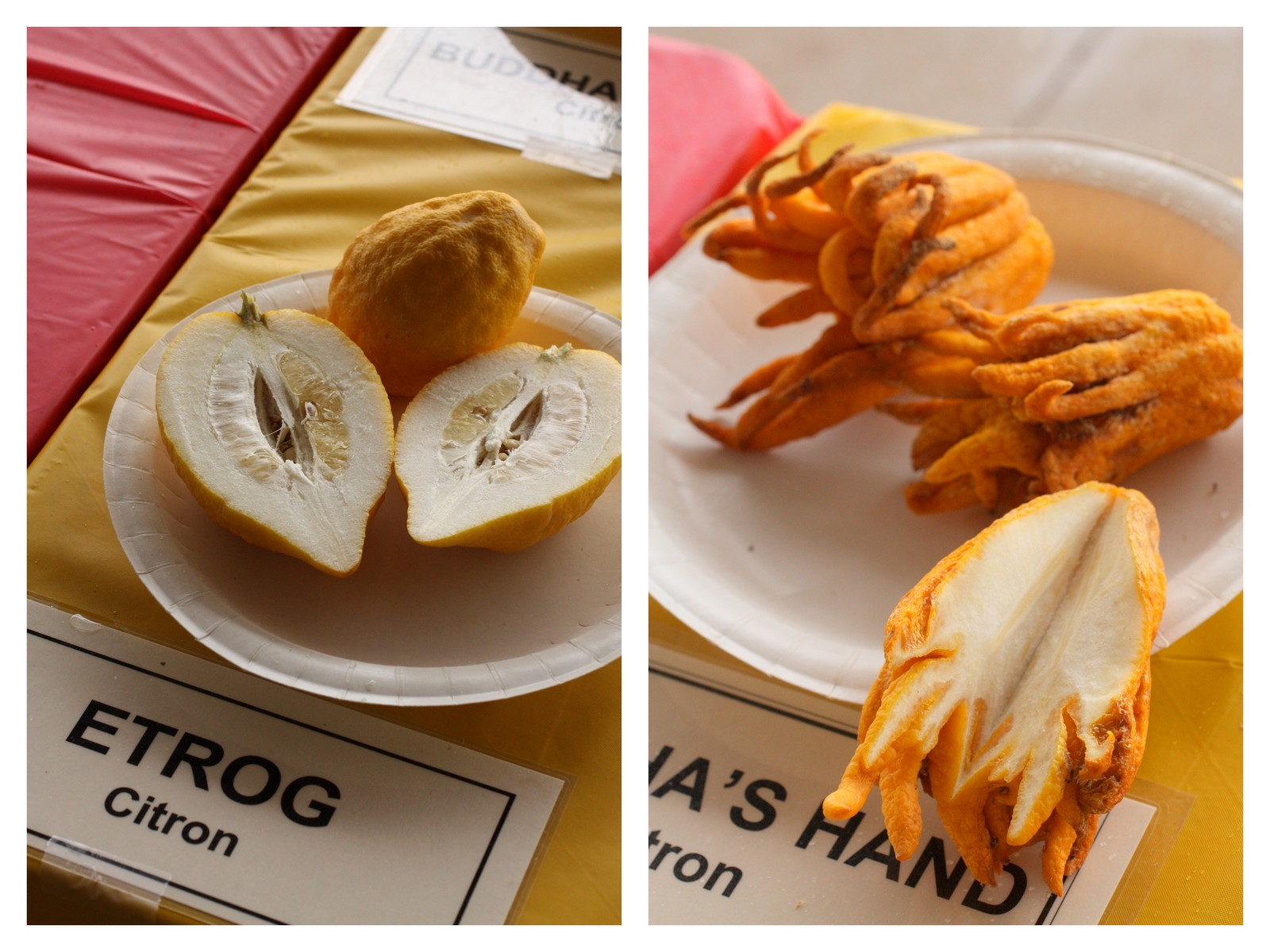